# Carl Greis (Kaufmann)

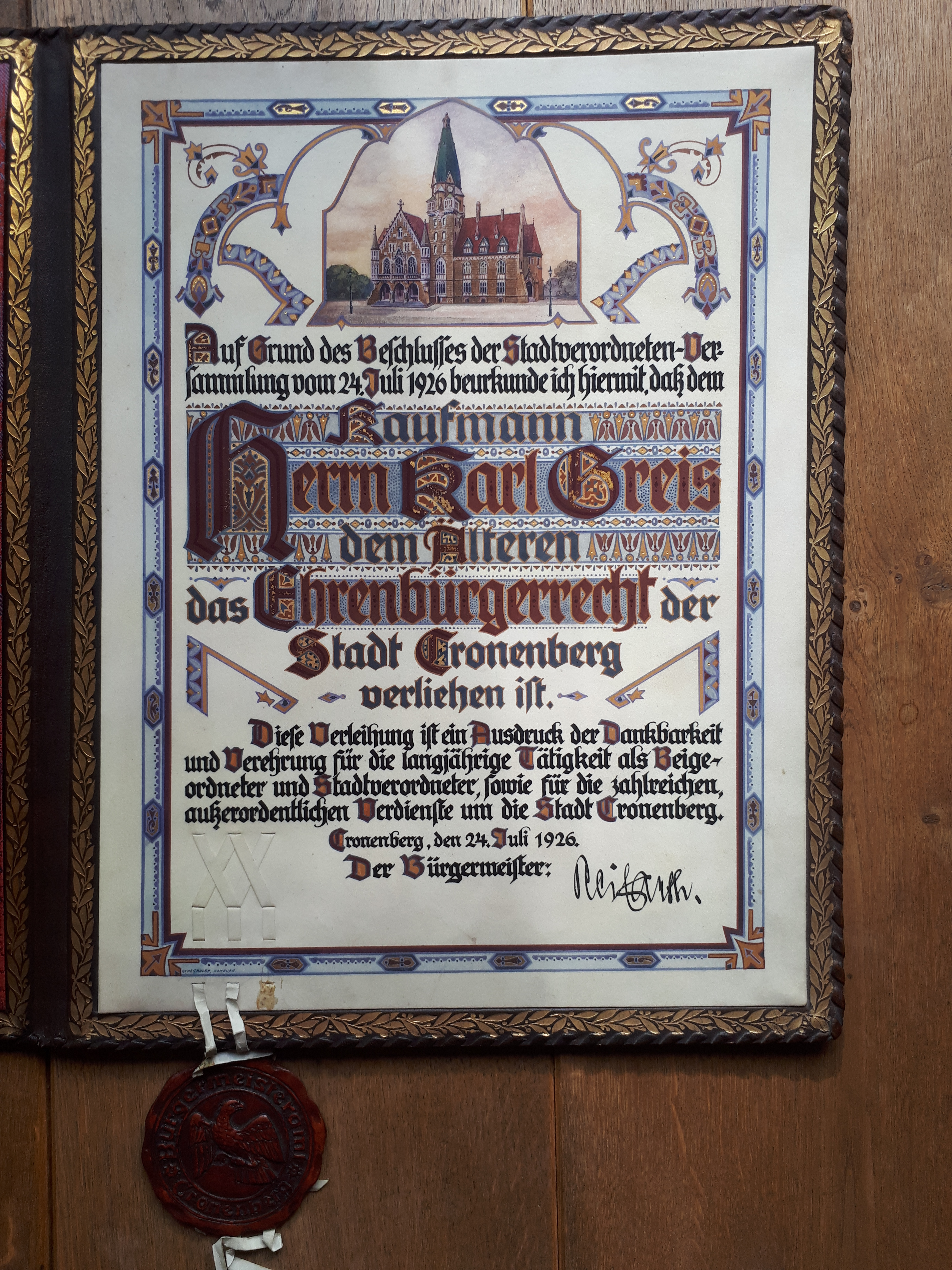
Ehrenbuergerurkunde von Karl Greis

Carl Greis (auch Karl Greis geschrieben; * 25. Juli 1851 in Cronenberg; † 19. Oktober 1928 ebenda) war ein deutscher Kaufmann in Cronenberg (heute: Wuppertal).
In den Jahren 1884–1920 war er Mitglied der Bergischen Industrie- und Handelskammer Remscheid. 1886–1919 wirkte er als Stadtverordneter und Beigeordneter in Cronenberg. Er war Mitglied zahlreicher Kommissionen sowie Mitglied des Kreistages des damaligen Landkreises Mettmann.

## Ehrungen
- 24. Juli 1926 Verleihung des Ehrenbürgerrechtes der Stadt Cronenberg
- 1935 Umbenennung der Gartenstraße in Karl-Greis-Straße im Wuppertaler Stadtteil Cronenberg.[1]
- Sein Grab auf dem Evangelischen und Reformierten Friedhof Solinger Straße wird von der Stadt Wuppertal als Ehrengrab gepflegt.[2]